# Тейбл-Гроув (Іллінойс)
Тейбл-Гроув (англ. Table Grove) — селище (англ. village) в США, в окрузі Фултон штату Іллінойс. Населення — 353 особи (2020).

## Географія
Тейбл-Гроув розташований за координатами 40°21′54″ пн. ш. 90°25′31″ зх. д. / 40.36500° пн. ш. 90.42528° зх. д. (40.365034, -90.425239).  За даними Бюро перепису населення США в 2010 році селище мало площу 0,73 км², уся площа — суходіл.

## Демографія
Згідно з переписом 2010 року, у селищі мешкало 416 осіб у 167 домогосподарствах у складі 114 родин. Густота населення становила 570 осіб/км².  Було 180 помешкань (247/км²).
Расовий склад населення:
| - 98,3 % — білих - 0,2 % — азіатів |

До двох чи більше рас належало 1,4 %. Частка іспаномовних становила 0,0 % від усіх жителів.
За віковим діапазоном населення розподілялося таким чином: 25,0 % — особи молодші 18 років, 60,1 % — особи у віці 18—64 років, 14,9 % — особи у віці 65 років та старші. Медіана віку мешканця становила 37,0 року. На 100 осіб жіночої статі у селищі припадало 98,1 чоловіків;  на 100 жінок у віці від 18 років та старших — 95,0 чоловіків також старших 18 років.
Середній дохід на одне домашнє господарство  становив 56 437 доларів США (медіана — 48 571), а середній дохід на одну сім'ю — 65 702 долари (медіана — 53 750). Медіана доходів становила 41 932 долари для чоловіків та 32 321 долар для жінок. За межею бідності перебувало 11,1 % осіб, у тому числі 14,4 % дітей у віці до 18 років та 8,2 % осіб у віці 65 років та старших.
Цивільне працевлаштоване населення становило 155 осіб. Основні галузі зайнятості: освіта, охорона здоров'я та соціальна допомога — 24,5 %, виробництво — 18,1 %, транспорт — 9,0 %, роздрібна торгівля — 7,7 %.